# De Velden (Almere)
De Velden is een wijk in de Nederlandse stad Almere. De wijk is gelegen in het stadsdeel Almere Haven.
Deze wijk is gelegen aan het Gooimeer. De Velden is samen met Overgooi en De Laren de enige wijk van Almere Haven die geen bushalte heeft.
Op 1 januari 2023 telde de wijk 1.540 inwoners, verdeeld over 590 woningen, op een oppervlakte van 0,61 km².
Weekblad Elsevier riep De Velden in 2015 uit tot beste wijk van de provincie Flevoland. Straatnamen in deze wijk zijn onder andere Krachtveld, Toernooiveld en Wolkenveld.
De wijk kenmerkt zich door de grote hoeveelheid groen en water in de onmiddellijke nabijheid. Het Gooimeer - gelegen op loopafstand - biedt watersporters en zwemmers volop mogelijkheden, terwijl wandelaars en natuurliefhebbers aan hun trekken komen in het Kromslootpark. Regelmatig worden in de wijk herten, reeën en vossen gezien.
De Gouwen · De Grienden · De Hoven · De Laren · De Marken · De Meenten · De Velden · De Werven · De Wierden · Haven Centrum · Overgooi